# Cyril Neveu
Cyril Neveu (ur. 20 września 1956 w Orleanie) – francuski pilot i motocyklista rajdowy, specjalista od rajdów terenowych. Pięciokrotny zwycięzca Rajdu Dakar w latach: 1979, 1980, 1982, 1986 i 1987. Od zakończenia kariery jest organizatorem rajdów terenowych takich jak: Rajd Optic 2000, Rajd Tunezji i Rajd Maroka.